# 1201 Strenua
1201 Strenua је астероид главног астероидног појаса са пречником од приближно 34,86 .
Афел астероида је на удаљености од 2,805 астрономских јединица (АЈ) од Сунца, а перихел на 2,589 АЈ.
Ексцентрицитет орбите износи 0,039, инклинација (нагиб) орбите у односу на раван еклиптике 7,007 степени, а орбитални период износи 1618,332 дана (4,430 године).
Апсолутна магнитуда астероида је 11,40 а геометријски албедо 0,040.
Астероид је откривен 14. септембра 1931. године.